# Élections législatives de 1958 aux îles Féroé
Les élections générales féroïennes se sont tenues le 8 novembre 1958. Ces élections ont été marquées par la victoire du Parti social-démocrate qui obtient 8 des 30 sièges composant le Løgting.

## Résultats
| Parti | Parti                           | Voix   | %    | +/-        | Sièges | +/-        |
| ----- | ------------------------------- | ------ | ---- | ---------- | ------ | ---------- |
|       | Parti social-démocrate (C)      | 3 589  | 25,8 | 6,0        | 8      | 3          |
|       | Parti républicain (E)           | 3 323  | 23,9 | 0,1        | 7      | 1          |
|       | Parti de l'union (B)            | 3 288  | 23,7 | 2,3        | 7      | stagnation |
|       | Parti du peuple (A)             | 2 467  | 17,8 | 3,1        | 5      | 1          |
|       | Parti de l'autogouvernement (D) | 816    | 5,9  | 1,2        | 2      | stagnation |
|       | Parti du Progrès (F)            | 404    | 2,9  |            | 1      |            |
| Total | Total                           | 13 887 | 100  | stagnation | 30     | 3          |